# Gonatocerus bakrotus
Gonatocerus bakrotus är en stekelart som beskrevs av Mani och Saraswat 1973. Gonatocerus bakrotus ingår i släktet Gonatocerus och familjen dvärgsteklar. Inga underarter finns listade i Catalogue of Life.